# Ястшембовский, Войцех
Войцех Богумил Ястшембовский (в устаревшей транскрипции Ястржембовский) (пол. Wojciech Bogumił Jastrzębowski, 19 апреля 1799 или 15 апреля 1799, Szczepkowo-Giewarty, Варминско-Мазурское воеводство — 30 декабря 1882, Варшава) — польский учёный-естествоиспытатель, изобретатель.

## Биография
Войцех Богумил Ястшембовский родился в 1799 году в бедной дворянской семье. Учился в Варшавском лицее, позже получил степень доктора философии в университете Варшавы. Затем был в Варшаве препаратором физики, профессором естественной истории, зоологии, минералогии, физики.
Изобрёл инструмент для определения времени во всех местах земного шара; машину для вычерчивания конических сечений; метод для легкого нахождения определенных решений астрономических проблем. Ястшембовский издал климатологическую карту и сборник метеорологических наблюдений, проведённых в Варшаве в течение почти полустолетия.

## Сочинения в русском переводе
- Ястржембовский В. Сельская метеорология. СПб., 1852. 122, VI с.